# Jardín botánico de Cooktown
El Jardín botánico de Cooktown (inglés: Cooktown Botanic Gardens) es un jardín botánico, Arboreto y Palmetum de 62 hectáreas de extensión, en Cooktown, Queensland, Australia. 
El código de reconocimiento internacional de "Cooktown Botanic Gardens" como miembro del "Botanic Gardens Conservation International" (BGCI), así como las siglas de su herbario es COOK.

## Localización e información
Se encuentra en el lide de la ciudad de Cooktown
Cooktown Botanic Gardens Gallop Botanic Reserve PO Box 3, Cooktown, Queensland 4871 Australia.
Planos y vistas satelitales.16°0′20.16″S 142°40′58.7994″E / -16.0056000, 142.682999833
Se encuentra abierto todos los días del año.

## Historia

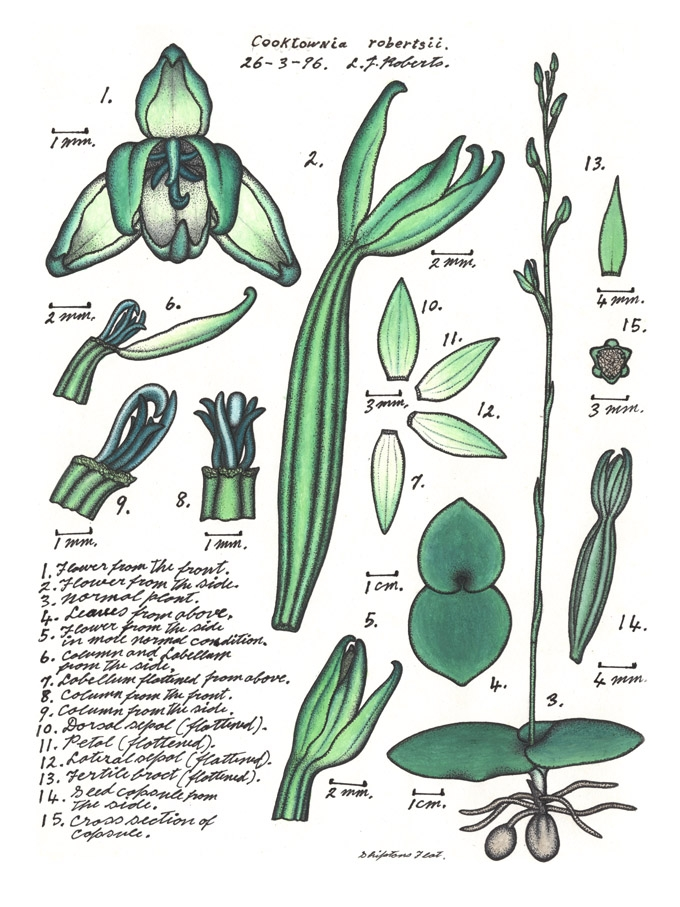
La "Mystery Orchid", Cooktownia robertsii, descubierta e ilustrada por el naturalista Lewis Roberts, y nombrada en su honor y en el de Cooktown

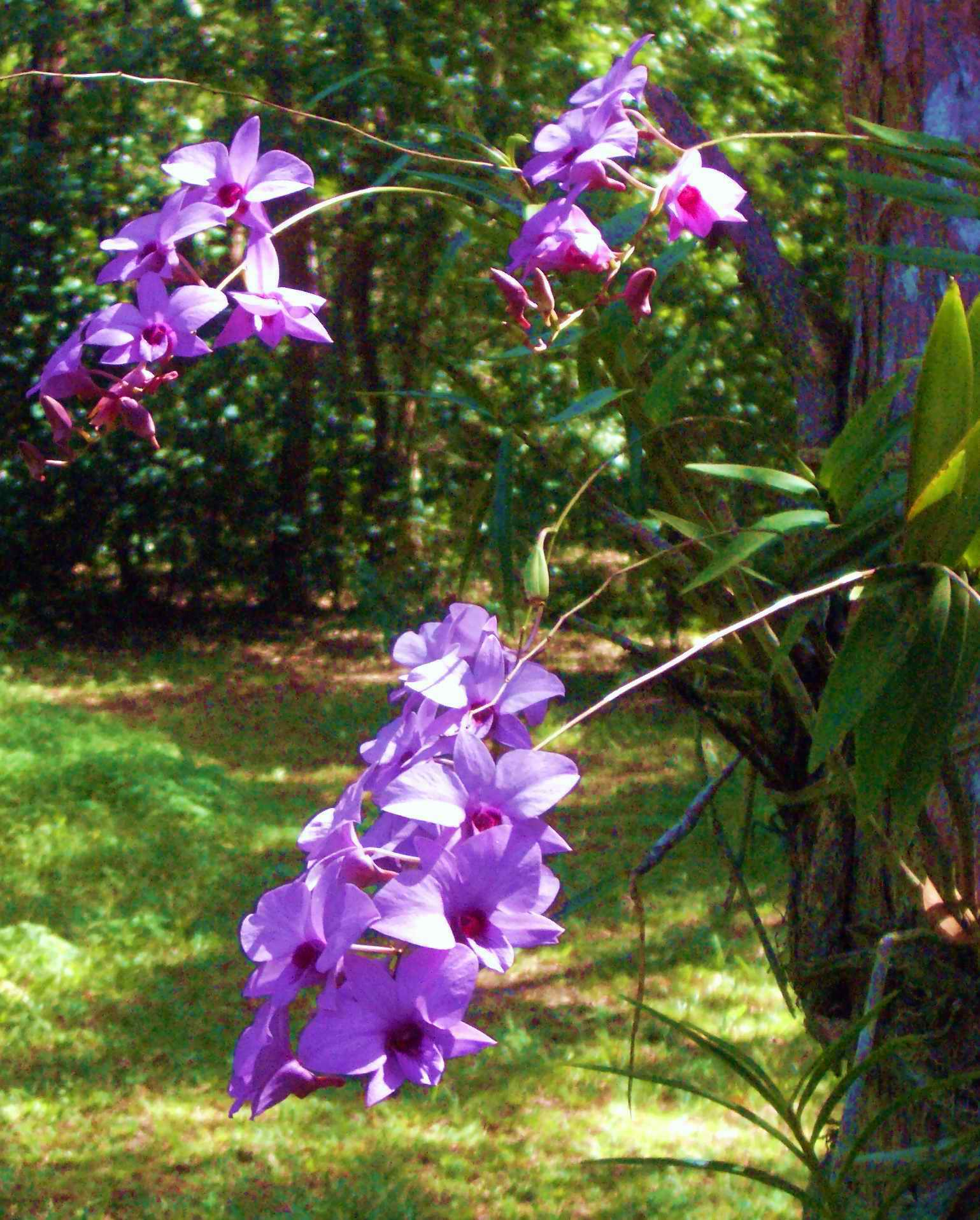
La orquídea "Cooktown orchid" (Vappodes phalaenopsis).

Debido a que el área alrededor de Cooktown es inusualmente rica en biodiversidad, estando cerca de tres grandes ecozonas, contiene una gran proporción de las 3.000 especies de plantas y de los más de 500 vertebrados terrestres registrados en la península del cabo York. Fue creada en 1878 la "Gallop Botanic Reserve" que abarcaba 62.3 Ha (154 acres), pues la región contiene muchas especies raras o inusuales que son de gran interés para botánicos y zoólogos. 
Cuando James Cook varó su barco, HMB Endeavour, en la boca del "Endeavour River" en 1770, Joseph Banks, Daniel Solander y Sydney Parkinson hicieron un buen uso de la estancia de siete semanas para recoger especímenes e ilustrar una extensa colección de las plantas del área, en la cual recogieron la gran mayoría de plantas de la flora australiana que después llevaron a Inglaterra. Las ilustraciones fueron publicadas más adelante como el famoso Banks' Florilegium. 
Desde entonces, Cooktown y el área más baja del "Endeavour Valley" se han convertido en una atracción importante para los biólogos y los ilustradores de plantas y animales. Vera Scarth-Johnson (1912-1999), pasó casi treinta años dibujando las plantas de flor de la región y entonces donó su colección a la gente de Cooktown. Siguiendo sus deseos, fue construida en el jardín botánico de Cooktown una galería y centro interpretativo de la naturaleza para contener su colección y para promover el estudio y el aprecio de la flora y de la fauna del área, que ella nombró como "Nature's Powerhouse."

## Colecciones botánicas y Equipamientos
En este jardín botánico el 50 % de sus colecciones son de plantas de la flora australiana.
- Colección de "Banks and Solander", muestra las especies recolectadas por Banks y Solander en Cooktown en 1770.
- Colección de plantas de Vera Scarth Johnson,
- Palmetum,
- Queensland Acclimatisation Society (Sociedad de Queensland para la Aclimatación) de árboles frutales exóticos.
- Society for Growing Australian Plants (Sociedad para el cultivo de las plantas australianas),
- Invernadero de las orquídeas,
- Colección de Syzygium,
- Colección de plantas de humedales,
- Colección de Aroid,
- Sección de árboles madereros,
- Jardín de flores silvestres
- Bush Tucker Garden.
- Centro expositivo y didáctico "Nature's Powerhouse".

## Imágenes del jardín botánico

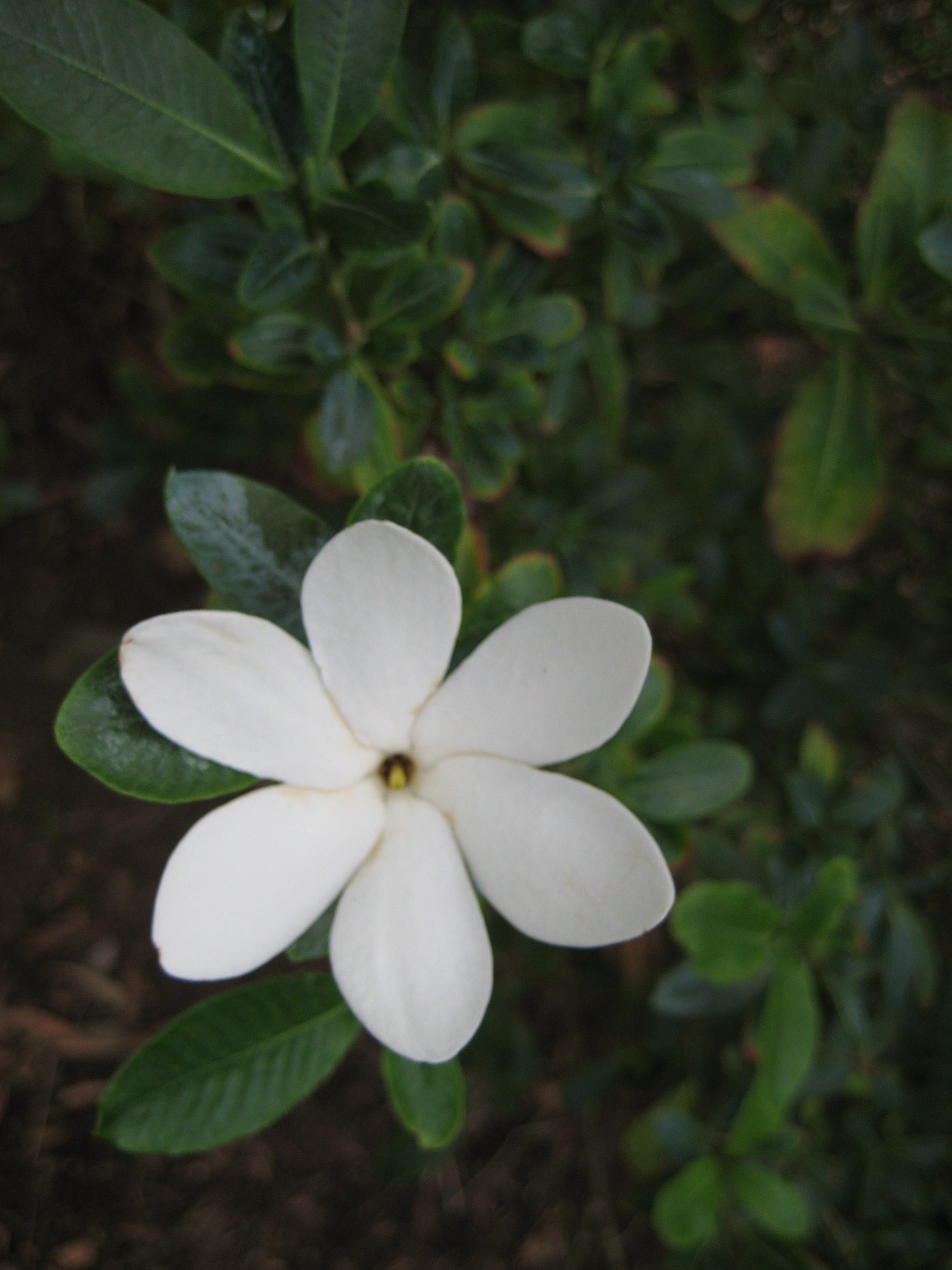
Gardenia scabrella, Cooktown.
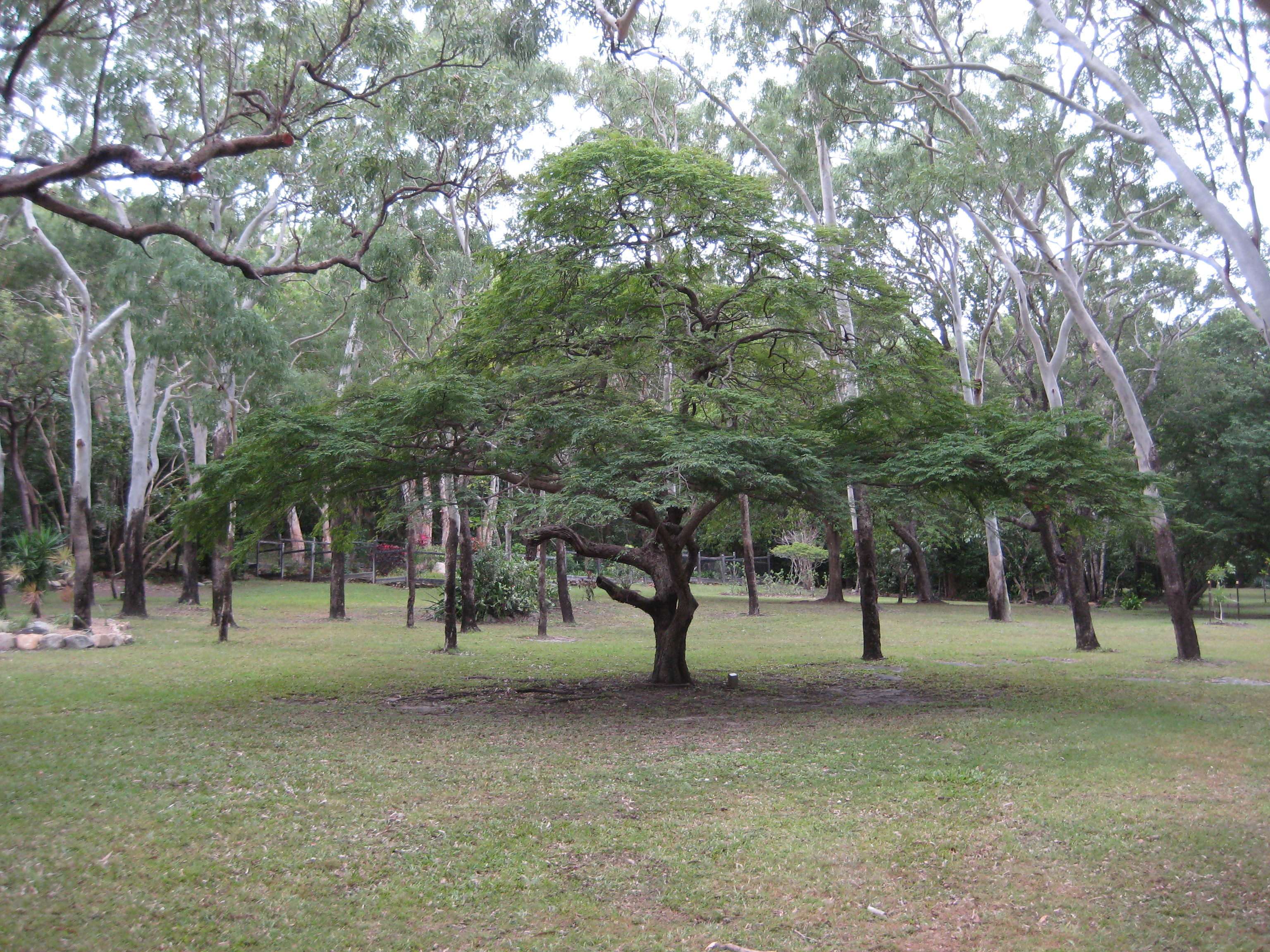
Caesalpinia coriaria, Cooktown.
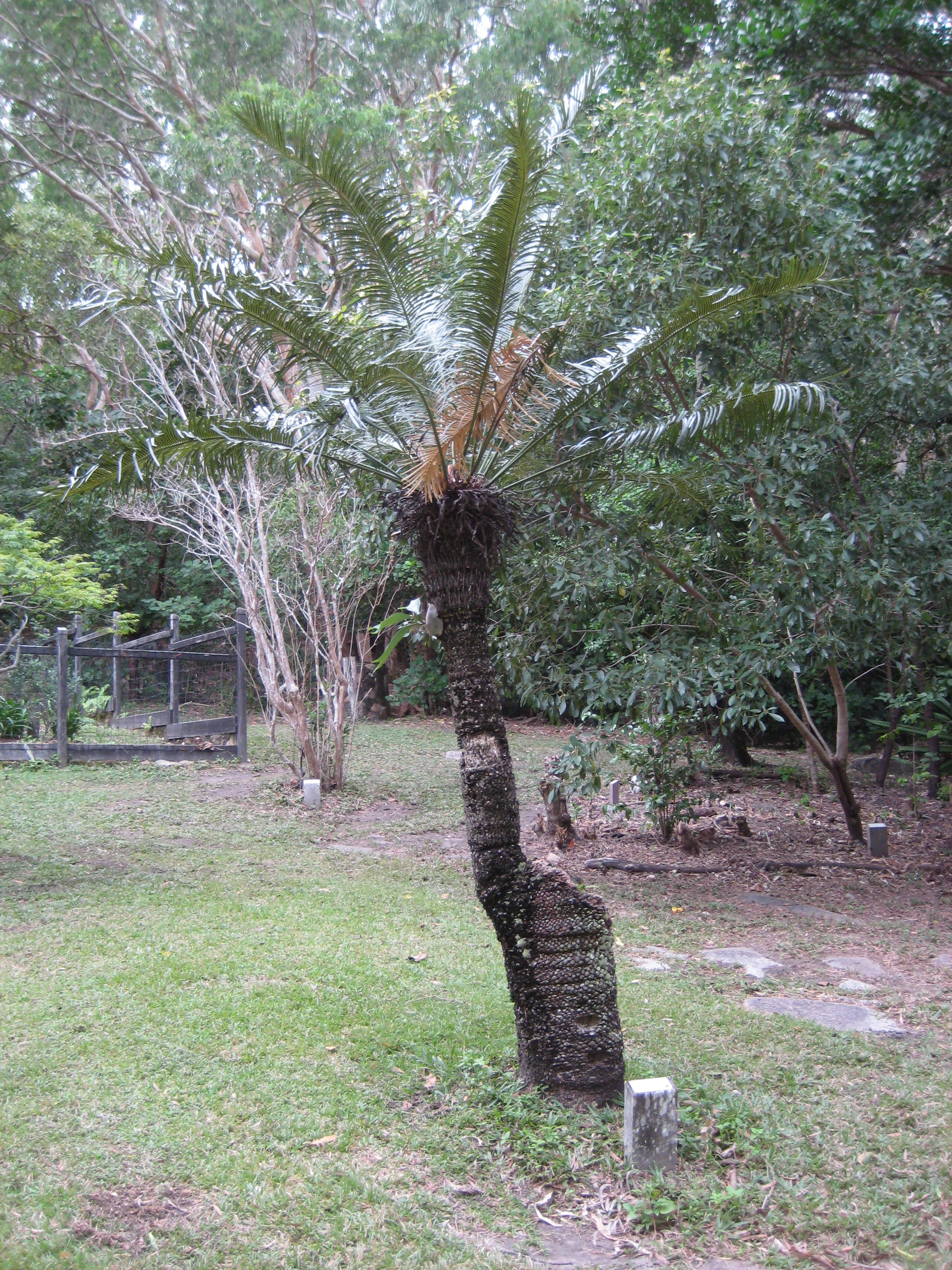
Cycas media, Cooktown.